# Jake Berenson
Jake Berenson es un personaje de ficción de la serie Animorphs escrita por K.A. Applegate. Durante la mayor parte de la serie su nombre no es revelado, y se lo conoce simplemente como Jake.

## Su Papel en la Historia
Jake es el líder involuntario del grupo desde el primer libro y por lo tanto el líder de la resistencia yeerk en la tierra.
Es el primo de Rachel Berenson, Steve (pediatra) es su padre, Jean (escritora) su madre y Tom Berenson su hermano, un controlador involuntario, al igual que sus padres lo serán a partir del libro Animorphs #49: The Diversion.
Jake también fue un controlador durante tres días, historia que se relata en Animorphs #6: La Captura.
Los demás Animorphs guardaban una relación u otra para con Jake. Marco era su mejor amigo, con quien compartía algunas aficiones como los videojuegos y el baloncesto. Rachel, era su prima. Con Cassie había atracción mutua y conocía a Tobías de defenderlo frente a unos matones en el colegio.

## Formas de Jake
Animorphs #1
- Homer, su perro(1)
- Lagarto(2)
- Tigre siberiano(forma de batalla preferira)(3)

Animorphs #2
- Halcón peregrino (forma aérea preferida)(4)
- Pulga(5)

Animorphs #3
- Lobo(6)
- Trucha(7)

Animorphs #4
- Delfín(8)
- Gaviota(9)

Animorphs #5
- Langosta(10)
- Hormiga(11)

Animorphs #6
- Cucaracha(12)
- Mosca(13)

Animorphs #9
- Termita(14)
- Búho de Virgínia(15)
- Mofeta(16)

Animorphs #10
- Murciélago(17)

Animorphs #11
- Mono Araña(18) (Adquirido en Sario Rip)
- Jaguar(19) (Adquirido en Sario Rip)

Animorphs #14
- Caballo de Carreras(20)

Animorphs #15
- Loro(21)
- Pez Martillo (22)

Animorphs #16
- Rinoceronte(23)

Animorphs #17
- Murciélago
- Topo(24)

Animorphs #18
- Mosquito(25)
- Leerán(26)

Megamorphs #2
- Tiranosaurio Rex(27) (Adquirido en Sario Rip)
- Animorphs #21
- Libélula(28)
- Controlador Humano(29)

Animorphs #24
- Oso Hormiguero(30)

Animorphs #25
- Foca Bebé(31)
- Oso Polar(32)

Animorphs #26
- Howler(33)

Animorphs #27
- Calamar Gigante(34)

Animorphs #28
- Chimpancé(35)

Animorphs #29
- Anguila(36)

Megamorphs #3
- Caballo de Combate(37)

Animorphs #34
- Hork-Bajir(38)

Animorphs #35
- Ardilla(39)
- Cacatúa(40)

Animorphs #36
- Orca(41)

Animorphs #47
- Castor(42)

Animorphs #53
- Anaconda(43)